# Centrul istoric din Cisnădie
Centrul istoric din Cisnădie este un ansamblu de monumente istorice aflat pe teritoriul orașului Cisnădie.
Str. Pârâul Ursului, inclusiv frontul de sud al caselor între străzile Patrioților și Cetății; str. Cetății, începând de la podul peste pârâul Ursului (inclusiv casa de la nr. 10 și casa învecinată purtând anul 1832 pe pinion) până la intersecția cu str. Măgurii, începând din Piața Republicii până la nr. 52, inclusiv și casele din str. Băilor nr. 1; str. Lungă începând din Piața Revoluției până la pârâul Argintului